# James Hamilton, 6. Duke of Hamilton

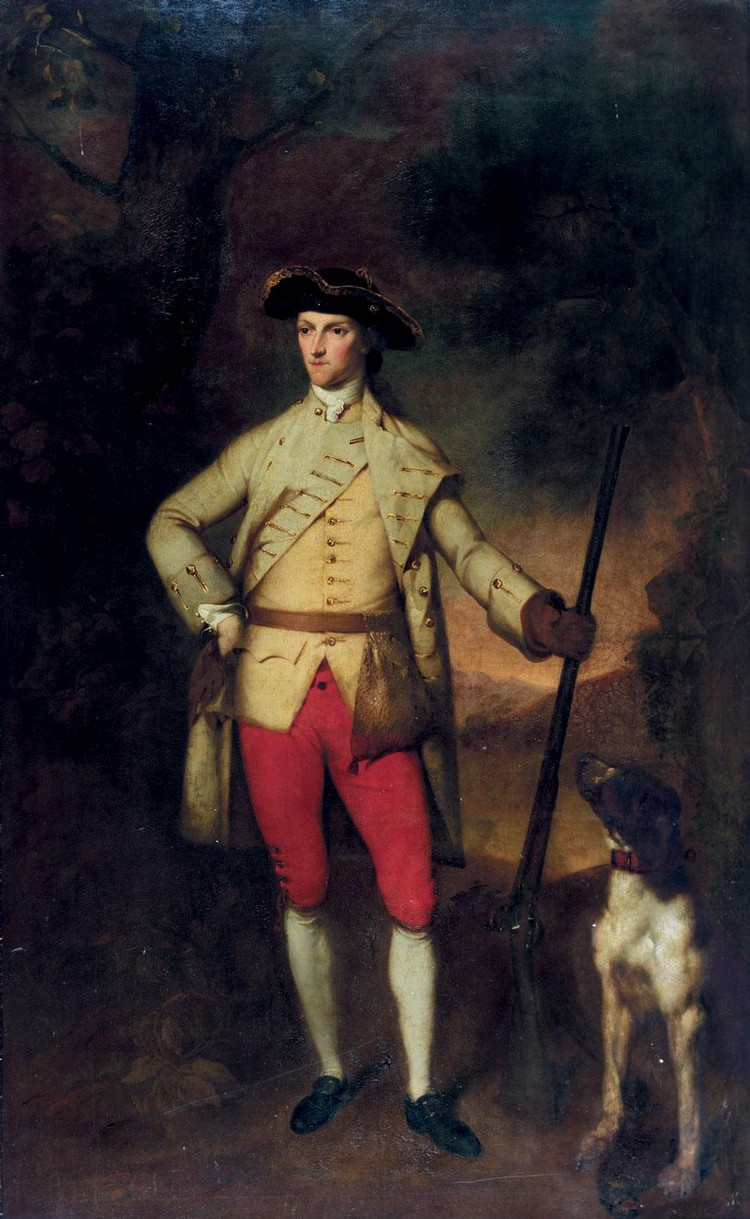
James Hamilton, 6. Duke of Hamilton

James Hamilton, 6. Duke of Hamilton (* 5. Juli 1724; † 17. Januar 1758 in Great Tew) war ein schottischer Adliger.
James war ein Sohn von James Hamilton, 5. Duke of Hamilton und dessen erster Gemahlin Anne Cochrane. Bei seiner Geburt erhielt er den Höflichkeitstitel eines Marquess of Clydesdale. Beim Tod seines Vaters erbte er 1742 dessen Adelstitel als 6. Duke of Hamilton, 3. Duke of Brandon, 6. Marquess of Clydesdale, 5. Earl of Lanark, 6. Earl of Arran. 
Hamilton wurde in Winchester und Oxford ausgebildet. Ab 1743 war er Ehrendoktor der University of Oxford. 1755 wurde er als Ritter in den Distelorden aufgenommen. Er starb 33-jährig an den Folgen einer Erkältung, die er sich auf der Jagd zuzog.
James heiratete die berühmte Schönheit Elizabeth Gunning, später Baroness Hamilton of Hameldon (1733–1790), Tochter des Colonel John Gunning, die sich nach dem frühen Tod ihres Mannes in zweiter Ehe 1759 mit John Campbell, 5. Duke of Argyll vermählte. James Hamilton hatte mit ihr drei Kinder:
- Lady Elizabeth Hamilton (1753–1797), ⚭ 1774 Edward Smith-Stanley, 12. Earl of Derby
- James Hamilton, 7. Duke of Hamilton (1755–1769)
- Douglas Hamilton, 8. Duke of Hamilton (1756–1799)